# Gyula Márfi
Gyula Márfi (ur. 17 grudnia 1943 w Pördefölde) – węgierski duchowny katolicki, arcybiskup Veszprem w latach 1997–2019.

## Życiorys
Święcenia kapłańskie otrzymał 18 czerwca 1967.

## Episkopat
11 listopada 1995 papież Jan Paweł II mianował go biskupem pomocniczym diecezji Eger, ze stolicą tytularną Amantia. Sakry biskupiej udzielił mu 2 grudnia 1995 ówczesny metropolita Budapesztu - kard. László Paskai.
14 kwietnia 1997 został biskupem ordynariuszem archidiecezji Veszprem.
12 lipca 2019 przeszedł na emeryturę.